# Pentti Lammio
Pentti Johannes Lammio (Tampere, 24 ottobre 1919 – Lempäälä, 25 luglio 1999) è stato un pattinatore di velocità su ghiaccio finlandese.

## Palmarès

### Olimpiadi invernali
- Bronzo a Sankt Moritz 1948 nei 10000 metri.